# Janis Antiste
Pour les articles homonymes, voir Antiste.
Janis Antiste, né le 18 août 2002 à Toulouse, est un footballeur français qui évolue au poste d'avant-centre au Rapid Vienne, en prêt de l'US Sassuolo.

## Biographie
Né à Toulouse, d’un père aux origines martiniquaises, et d’une mère originaire de l'Aude, il est l'aîné d'une fratrie de trois garçons. Janis Antiste a grandi entre Portet-sur-Garonne et Lagardelle-sur-Lèze. Et c'est justement à Portet qu'il commence à jouer au football, dès l'âge de 4 ans. Sportif, complet dans sa jeunesse, basketteur et nageur, il est même un tennisman prometteur, choisissant cependant de se concentrer sur le foot, et rejoignant dans la foulée le centre de formation du Toulouse FC.

### Carrière en club
Membre du club depuis qu'il a 8 ans, Antiste signe son premier contrat professionnel avec le Toulouse FC le 13 octobre 2019. Il fait ses débuts professionnels avec Toulouse le 5 février 2020 lors d'une défaite 1-0 en Ligue 1 contre Strasbourg,.
Janis Antiste quitte le Toulouse FC et s'engage avec le Spezia Calcio le 25 août 2021.
Auteur d'un but remarqué face à la Juventus en début de saison, il cumule 19 apparitions avec le club de La Spezia, lors d'une saison où le club de Thiago Motta lutte tout du long pour le maintien en Serie A, parvenant finalement à l'assurer.
À l'été 2022, il est transféré à l'US Sassuolo en compagnie d'Armand Laurienté, sous la forme d'un prêt avec option d'achat obligatoire,, sous condition, estimée à 6 millions d'euros.
En janvier 2023, il est prêté à Amiens SC la fin de la saison. Il y retrouve du temps de jeu et son intégration se fait facilement. Patrice Descamps le décrit comme "un type bien". Mais son passage ne fut pas à la hauteur des attentes avec peu de concrétisation devant le but.
Alors que son club de Sassuolo souffrait en Serie A avec un risque de relégation sur la saison 2023-2024, après avoir été dans le viseur de Hellas Verona Football Club, il est finalement prêté sans option d'achat à Associazione Calcio Reggiana 1919 en série B. Janis Antiste a pu se faire remarquer en début de saison en étant régulièrement utilisé par Lorenzo Rubinacci dans une attaque à deux têtes. Il marqua 4 buts sur 21 matchs ce qui en fait le 4ème buteur de son équipe. Son temps de jeu fut limité et la combinaison d'attaque collective fragile fait finir le club dans le ventre mou de la série B, résultant décevant pour le club.
Après son retour à Unione Sportiva Sassuolo Calcio, Fabio Grosso ne l'utilise que très peu en début de saison. Le joueur est prêté avec option d'achat à 1. FC Nuremberg. Ses débuts sont fulgurants et ses qualités de dynamise et de polyvalence sont très appréciées par Miroslav Klose. Rapidement, il devint un joueur cadre du groupe et fait vibrer les supporters comme lors de son but face à SV Elversberg. Avec 5 buts en 12 matchs et 2 passes décisives, son passage fut une réussite totale. Le club a émis sa volonté de pouvoir concrétiser l'achat mais ses finances ne lui permette pas. Le prix demandé par Unione Sportiva Sassuolo Calcio pour le joueur en contrat jusqu'à juin 2026 de 4 millions d'euros et, le salaire actuel d'Antiste est bien au dessus des moyens de 1. FC Nuremberg.

### Carrière en sélection
International français en équipes de jeunes, Antiste compte notamment sept sélections pour un but avec les moins de 16 ans entre 2017 et 2018 et deux sélections avec les moins de 17 en 2018.
En mars 2021 — après une année quasiment vierge de match en sélections junior à cause du covid — il est convoqué une première fois en équipe des moins de 19 ans.
Et si les rencontres officielles de la sélection ont été suspendues à cause du covid, Antiste a tout de même l'occasion de porter le maillot des moins de 19 ans lors d'un match amical contre l'AJ Auxerre, marquant même un but lors de cette défaite 3-2 contre l'équipe professionnelle (des joueurs comme Mickaël Le Bihan et Rémy Dugimont sont notamment buteurs coté auxerrois),.
Connaissant à l'automne suivant la sélection des moins de 20 ans,, il est également appelé en sélection espoir à partir d'octobre 2021.

## Palmarès
Toulouse FC
- Championnat de France de Ligue 2
  - Champion en 2022

## Statistiques
| Saison     | Club               | Championnat  | Championnat | Championnat | Championnat | Coupe(s) nationale(s) | Coupe(s) nationale(s) | Coupe(s) nationale(s) | Compétition(s) continentale(s) | Compétition(s) continentale(s) | Compétition(s) continentale(s) | Compétition(s) continentale(s) | Total | Total | Total |
| Saison     | Club               | Division     | M.          | B.          | P.d.        | M.                    | B.                    | P.d.                  | Comp.                          | M.                             | B.                             | P.d.                           | M.    | B.    | P.d.  |
| 2019-2020  | Toulouse FC        | Ligue 1      | 1           | 0           | 0           | -                     | -                     | -                     | -                              | -                              | -                              | -                              | 1     | 0     | 0     |
| 2020-2021  | Toulouse FC        | Ligue 2      | 34          | 6           | 1           | 4                     | 1                     | 2                     | -                              | -                              | -                              | -                              | 38    | 7     | 3     |
| 2021-2022  | Toulouse FC        | Ligue 2      | 3           | 0           | 0           | -                     | -                     | -                     | -                              | -                              | -                              | -                              | 3     | 0     | 0     |
| 2021-2022  | Spezia Calcio      | Serie A      | 18          | 1           | 0           | 1                     | 0                     | 0                     | -                              | -                              | -                              | -                              | 19    | 1     | 0     |
| 2022-2023  | US Sassuolo (prêt) | Serie A      | 2           | 1           | 0           | -                     | -                     | -                     | -                              | -                              | -                              | -                              | 2     | 1     | 0     |
| 2022-2023  | Amiens SC (prêt)   | Ligue 2      | 5           | 1           | 0           | -                     | -                     | -                     | -                              | -                              | -                              | -                              | 5     | 1     | 0     |
| 2023-2024  | Reggiana (prêt)    | Serie B      | 29          | 4           | 1           | -                     | -                     | -                     | -                              | -                              | -                              | -                              | 29    | 4     | 1     |
| 2024-2025  | US Sassuolo (prêt) | Serie A      | 6           | 1           | 2           | -                     | -                     | -                     | -                              | -                              | -                              | -                              | 6     | 1     | 2     |
| 2024-2025  | FC Nuremberg       | 2.Bundesliga | 12          | 5           | 2           | -                     | -                     | -                     | -                              | -                              | -                              | -                              | 12    | 5     | 2     |
| Sous-total | Sous-total         | Sous-total   | 120         | 20          | 9           | 4                     | 1                     | 2                     | -                              | 0                              | 0                              | 0                              | 124   | 21    | 11    |